# Битва під Плантою
Битва під Плантою (також відома як Битва під Сьйоном) — битва, що відбулась 13 листопада 1475 року під час Бургундських воєн між військами Савойського герцогства з одного боку та ополченням швейцарських кантонів з іншого боку.

## Передумови
У січні 1475 року герцог Бургундії Карл Сміливий уклав союз з Міланським та Савойським герцогствами. Це була відповідь на укладений швейцарцями в 1474 році «Вічний мир» з кайзером Фрідріхом III.
Найвразливішим швейцарським кантоном був Вале. На захід від нього було розташоване Савойське герцогство, яке вирішило атакувати Сьйон. На сході противником було герцогство Міланське, яке направило свої війська в Бургундію через перевал Сен-Бернар.
У жовтні 1475 року Берн звелів військам Вале провести збройні акції проти Савої в регіоні Во. Дворазова атака швейцарців не принесла їм успіху. Проте архієпископ Женеви, командувач війська Савої утримався від наступальний дій, очікуючи на підмогу.
12 листопада головні сили савойців під командуванням принцеси Йоланти Савойської підійшли до міста Конте (фр. Conthey). Їхні сили становили 10 000 чоловік, в тому числі 1500 лицарів. Сьйон обороняли 300 солдатів. Вони сподівались на допомогу швейцарців у кількості 3 000 — 4 000 солдатів.

## Перша фаза битви
13 листопада савойці перейшли прикордонну ріку Морж, де зіткнулись з авангардом швейцарських військ, і після короткої сутички змусили їх втікати. Того часу менший загін савойців вдарив з лівого флангу та знищив навколишні села. Головні сили савойців захопили Сьйон, проте швейцарці контратакою вибили савойців з міста.

## Друга фаза битви
Війська савойців розгорнулись біля містечка Ла-Планта (фр. La Planta). Слабо озброєні війська Вале на відкритій місцевості поступались савойцям, через це багато хто з них кинувся тікати. У цей час підійшли війська в кількості 3 000 чоловік з Берна, Фрібура та Золотурна. Бернці наказали відступаючим повертатись до бою. Спіймані під час втечі були вбиті.
Швейцарці стали загрожувати лівому флангу савойців. Савойці, щоб уникнути небезпеки, відступили трохи на захід. Тут розпочалась фронтальна атака швейцарців. Після важкої битви в рядах савойців почалась паніка, яка спровокувала втечу військ.
До рук переможців потрапив обоз з великою кількістю зброї та припасів, а також декілька знамен. Втрати савойців склали близько 1 000 чоловік, в тому числі 300 лицарів. Втрати швейцарців невідомі, але відзначаються як незначні. Після битви швейцарці аж до настання сутінків переслідували втікачів в напрямку Конте, яке було незабаром зайняте.

## Наслідки
Поразка виявилась фатальною для Савойського герцогства. Наступного дня після битви швейцарці зайняли весь регіон Вале, заволодівши стратегічним перевалом Сен-Бернар.
1 грудня 1475 року Берн та Фрібур уклали перемир'я з Йолантою Савойською. Спірні території мали стати предметом переговорів у наступні декілька років. Проте завойовані землі в 1477 році були приєднані до Вале.
Перемога під Сьйоном призвела в наступні роки до посилення агресивної експансіоністської політики швейцарців.